# Petr Koukal
Petr Koukal (født 14. december 1985 i Hořovice) er en tjekkisk badmintonspiller. Han har ingen større internationale mesterskabstitler, men blev udtaget til at repræsentere Tjekkiet under Sommer-OL 2008, hvor han røg ud i første runde mod Andrew Smith fra Storbritannien. 